# مكتب تحقيقات الطيران
مكتب تحقيقات الطيران (Aviation Investigation Bureau) هو الجهة المخولة بإجراء التحقيقات في حوادث ووقائع الطيران في المملكة العربية السعودية. يقوم المكتب على تحسين وتعزيز سلامة الطيران المدني من خلال إجراء تحقيقات الحوادث والوقائع، وإعداد الدراسات اللازمة لتعزيز السلامة الجوية، وتقديم التوصيات المتعلقة بسلامة الطيران ومتابعتها وفق معايير وممارسات السلامة الدولية، ويتضمن نطاق مسؤولية المكتب (الحوادث والوقائع) التي تقع في الأراضي والمياه الإقليمية الخاضعة لسيادة السعودية، فضلاً عن المشاركة في التحقيقات خارج حدود المملكة للطائرات المسجلة في السعودية أو المشغلة من طرف سعودي، والحوادث التي تقع في المياه الدولية لطائرة سعودية، وكذلك الحوادث والوقائع التي تقع في أي مكان آخر ويطلب من المملكة العربية السعودية التحقيق فيها، سواء كانت طائرات مدنية مسجلة بالمملكة أو طائرات أجنبية.
المكتب يرفع تقاريره مباشرة إلى رئيس مجلس إدارة الهيئة العامة للطيران المدني، كما يعمل المكتب على تطوير البنية التحتية والمرافق والمعدات، ويتعاون مع شركات ومراكز أبحاث دولية في مجالات عدة.

## نبذة
مكتب تحقيقات الطيران "AIB" في المملكة العربية السعودية هو كيان حكومي مستقل يخضع للإشراف المباشر لرئيس مجلس إدارة الهيئة العامة للطيران المدني (GACA). جاءت الفكرة في البداية نتيجة لقرار مجلس الإدارة رقم (76-6) بتاريخ 05-11-1431هـ - 22-12-2009م، وأصبح ساري المفعول فيما بعد بسبب القرار رقم T-160 بتاريخ 29-05-1433هـ - 28-03-2012 م.
مكتب تحقيقات الطيران مستقل ماليًا وإداريًا وتشغيليًا عن المنظم (GACA) والصناعة ككل. ويتعاون على نطاق واسع مع المنظم والصناعة في القضايا المتعلقة بسلامة الطيران وتعزيز وعيه. كما تتعاون مع الوكالات الدولية وسلطات التحقيق في الدول الأخرى بموجب الاتفاقيات ومذكرات التفاهم التي وقعت عليها المملكة العربية السعودية ، من أجل تحسين سلامة الطيران.
المكتب لا يوجه اللوم ولا يوفر الوسائل لتحديد المسؤولية في حوادث أو حوادث الطيران، امتثالاً لاتفاقية منظمة الطيران المدني الدولي، شيكاغو 1944 ؛ الملحق 13.

## وصلات خارجية
- الموقع الرسمي